# Sergėjus Jovaiša
Sergėjus Jovaiša, född 17 december 1954 i Anykščiai, dåvarande Sovjetunionen, är en litauisk basketspelare som tog OS-brons 1992 i Barcelona. Detta var Litauens första medalj i herrarnas turnering i basket vid olympiska sommarspelen. Han var även med och tävlade för Sovjetiunionen och tog OS-brons 1980.